# Progress MS-2
Progress MS-2 (ryska: Прогресс МС-2) eller som NASA kallar den, Progress 63 eller 63P, är en rysk obemannad rymdfarkost som levererade förnödenheter, syre, vatten och bränsle till Internationella rymdstationen (ISS). Farkosten sköts upp från Kosmodromen i Bajkonur, med en Sojuz-2.1a-raket, den 31 mars 2016. Den dockade med rymdstationen den 2 april 2016. Efter att ha lastats ur och fyllts med sopor, lämnade den stationen den 14 oktober 2016 och brann som planerat upp i jordens atmosfär några timmar senare.

### Fotnoter
1. ↑  ”NASA Space Science Data Coordinated Archive” (på engelska). NASA. https://nssdc.gsfc.nasa.gov/nmc/spacecraft/display.action?id=2016-022A. Läst 1 mars 2020.
2. ↑  Manned Astronautics - Figures & Facts Arkiverad 15 mars 2017 hämtat från the Wayback Machine., läst 14 mars 2017.